# Rivière-Salée
Rivière-Salée is een gemeente in Martinique en telde 11.874 inwoners in 2019. De oppervlakte bedraagt 39 km². Het ligt ongeveer 13 km ten zuidoosten van de hoofdstad Fort-de-France.

## Geschiedenis
Rivière-Salée is vernoemd naar een zoutwaterriver. Het werd oorspronkelijk Cul-de-Sac-à-Vaches genoemd. In 1716 werd de parochie Rivière-Salée opgericht. Vele plantages werden langs de rivier gesticht en er werd cacao, koffie en suikerriet verbouwd. In het gebied bevinden zich twee plaatsen: Petit-Bourg en Grand-Bourg. In 1849 werd de gemeente opgericht. In 1871 bevonden zich twee suikerfabrieken in de gemeente die tot de jaren 1970 hebben gefunctioneerd. Vanwege de goede verbindingen naar de hoofdstad ontwikkelde Rivière-Salée tot een voorstedelijk gebied.

## Geboren
- Joseph Zobel (1915-2006), schrijver.

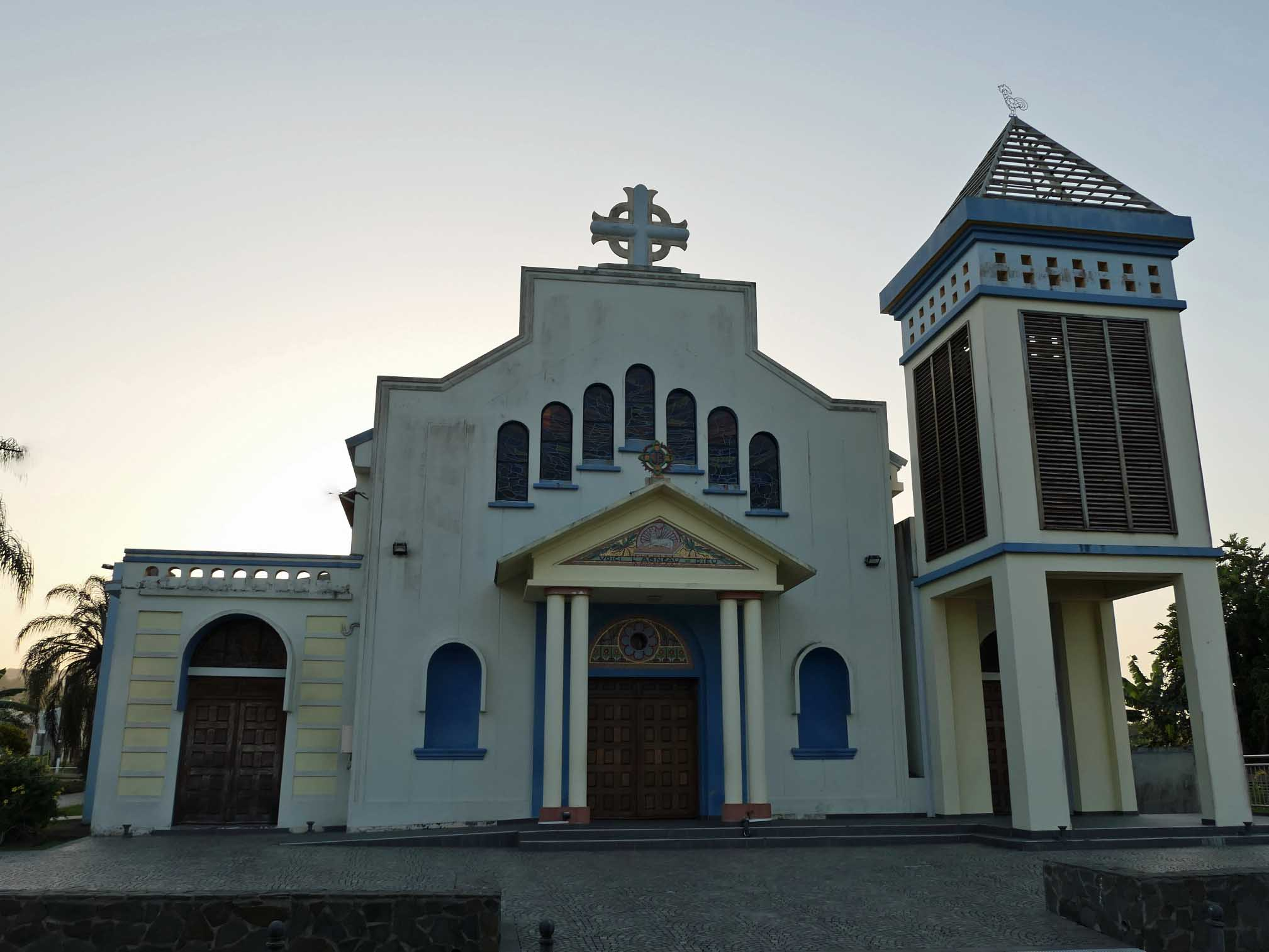
Kerk van Rivière-Salée

- Library of Congress Control Number: n91089798
- MusicBrainz: ead778fd-ad11-4ed1-9eab-1f9c805fe211
- Nationale Bibliotheek van Israël: 987007567649905171
- Virtual International Authority File: 131729706
- WorldCat: E39PBJr83WWdqYHtrkRTdg8cT3

L'Ajoupa-Bouillon · Les Anses-d'Arlet · 
Basse-Pointe · Bellefontaine · 
Le Carbet · Case-Pilote · 
Le Diamant · Ducos · 
Fonds-Saint-Denis · Fort-de-France · Le François · 
Grand'Rivière · Le Gros-Morne · 
Le Lamentin · Le Lorrain · 
Macouba · Le Marigot · Le Marin · Le Morne-Rouge · Le Morne-Vert · 
Le Prêcheur · 
Rivière-Pilote · Rivière-Salée · Le Robert · 
Saint-Esprit · Saint-Joseph · Saint-Pierre · Sainte-Anne · Sainte-Luce · Sainte-Marie · Schœlcher · 
La Trinité · Les Trois-Îlets · 
Le Vauclin